# Správní obvod obce s rozšířenou působností Otrokovice
Správní obvod obce s rozšířenou působností Otrokovice je od 1. ledna 2003 jedním z pěti správních obvodů rozšířené působnosti obcí v okrese Zlín ve Zlínském kraji. Čítá 10 obcí.
Města Otrokovice a Napajedla jsou obcemi s pověřeným obecním úřadem.

## Seznam obcí
Poznámka: Města jsou vyznačena tučně.
- Bělov
- Halenkovice
- Komárov
- Napajedla
- Oldřichovice
- Otrokovice
- Pohořelice
- Spytihněv
- Tlumačov
- Žlutava

## Obyvatelstvo
| Rok  | Obyv.  | ± %     |
| ---- | ------ | ------- |
| 1869 | 10 651 | —       |
| 1880 | 12 050 | +13,1 % |
| 1890 | 12 728 | +5,6 %  |
| 1900 | 13 640 | +7,2 %  |
| 1910 | 14 022 | +2,8 %  |

| Rok  | Obyv.  | ± %     |
| ---- | ------ | ------- |
| 1921 | 14 103 | +0,6 %  |
| 1930 | 15 257 | +8,2 %  |
| 1950 | 23 247 | +52,4 % |
| 1961 | 25 940 | +11,6 % |
| 1970 | 27 187 | +4,8 %  |

| Rok  | Obyv.  | ± %     |
| ---- | ------ | ------- |
| 1980 | 34 581 | +27,2 % |
| 1991 | 36 154 | +4,5 %  |
| 2001 | 35 305 | −2,3 %  |
| 2011 | 34 394 | −2,6 %  |
| 2021 | 32 962 | −4,2 %  |